# Leptocaris igneus
Leptocaris igneus is een eenoogkreeftjessoort uit de familie van de Darcythompsoniidae. De wetenschappelijke naam van de soort is voor het eerst geldig gepubliceerd in 1982 door Cottarelli & Baldari.